# Gerald Strickland
Sir Gerald Strickland (teljes nevén Gerald Paul Joseph Cajetan Carmel Antony Martin Strickland, Valletta, 1861. május 24. - Attard, 1940. augusztus 22.), Strickland 1. bárója, Della Catena 6. grófja. Brit-máltai származású gyarmati politikus, több ausztráliai gyarmat kormányzója. Málta miniszterelnöke volt.

## Életrajza
Gerald Strickland 1861-ben született Vallettában Walter Strickland kapitány és Maria Aloysia Bonnici legidősebb gyermekeként. Apja a brit hadsereg tisztje, anyja Sir Nicholas Sceberras Bolognának, Della Catena 5. grófjának lánya volt. Nagyapja halála után 1875-ben ő lett Della Catena 6. grófja. Iskoláit Angliában végezte, a St Mary's College (Oscott) és a cambridge-i Trinity College hallgatója volt. 1887-ben szerzett diplomát. Már a diploma megszerzése előtt politikai szerepet vállalt szülőföldjén.
1890. augusztus 26-án feleségül vette Lady Edeline Sackville-t (megh. 1918), De La Warr hetedik grófjának a lányát az Our Lady of Victories templomban, Kensingtonban (London). 1897-ben a Szent Mihály és Szent György parancsnoki fokozatával tüntették ki. 1902-től az amerikai és ausztrál gyarmatokon töltött be különböző pozíciókat. 1913-ban megkapta a Szent Mihály és Szent György lovagi fokozatát. Politikai ellentétei miatt 1917-ben elhagyta Ausztráliát, 1918-ban megözvegyült. Ettől kezdve idejét máltai és 1896-ban vásárolt angliai birtokai között ingázva töltötte. Mindkét helyen politikai szerepet is vállalt. 1926-ban feleségül vette Margaret Hultont előző esküvője helyszínén. Politikai szerepei egyre inkább Máltához kötötték. 1930-ban túlélt egy gyilkossági kísérletet.
1940-ben halt meg Attardban. A családi kriptába temették a San Gaetano templomban. Szobra a vallettai Barakka Kertben van kiállítva.

## Politikai pályája
Már 1883-84-es ausztráliai utazása alkalmával beszélgetett Queenslandben élő máltai földművesekkel, majd felvetette Sir Alexander Stuart miniszterelnöknek, hogy máltai narancs- és olívatermesztőket lehetne telepíteni Új-Dél-Walesbe. 

1886-ban a máltai kormányzótanács tagjává választották, és a következő évben Fortunato Mizzi mellett ő képviselhette a szigeteket az első Gyarmati Konferencián. Kettejük javaslatai alapján jött létre 1887 decemberében a máltai alkotmány. A következő évtől a kormányzóság titkára volt egészen 1902-ig. Ekkor, hogy az erőteljes adóztatás miatti máltai ellenszenvtől megszabadítsák, Amerikába került a Leeward-szigetek kormányzójaként. Két évvel később már Tasmania kormányzója volt. Régi angol katolikus család tagjaként mindössze a harmadik katolikus volt, aki egy ausztrál gyarmatot kormányozhatott. 1909 májusában Nyugat-Ausztrália kormányzását vette át. Az Ausztrál Államszövetség létrejöttekor olyan kényes szerepeket is felelősséggel elvállalt, mint az állami jogrend megalkotása, a tisztviselők kinevezése vagy fizetéseik megállapítása. Beosztottainak nem engedte meg, hogy az államszövetséggel ellentétes véleményeket hangoztassanak. Még a főkormányzókkal szemben is kemény irányvonalat képviselt.

1913-ban Új-Dél-Wales kormányzója lett, ahol vallási ellentétek feloldásán munkálkodott. Mégsem ez, hanem a politika lett a veszte: magára haragította Sir Ronald Munro Ferguson főkormányzót és számos munkáspárti képviselőt, mivel igyekezett megfékezni a politikai játszmákat. 1917-ben felmentették a kormányzóságból.
1921-ben már Máltán vett részt az alkotmány kidolgozásában, és jelen volt az Angol-Máltai Párt (Alkotmányos Párt) alapításánál is. A választások után az ellenzék vezetője lett egészen a választási győzelemig. 1924-ben Angliában is beválasztották a képviselőházba Lancasterből, ezt a pozíciót 1928-ig töltötte be. 1927-ben megválasztották Málta miniszterelnökévé. Munkásságát folyamatos ellentétek jellemezték az olasz/fasisztapárti ellenzékkel és a politikai életet kézben tartani igyekvő katolikus egyházzal. Vitáik odáig fajultak, hogy a két máltai püspök 1930 májusában körlevelet adott ki, amelyben halálos bűnné nyilvánította azt, ha bárki az Alkotmányos Pártra szavaz, vagy Strickland lapjait olvassa. Nem sokkal ezután merényletet követtek el ellene, ám túlélte. Az alkotmány felfüggesztésével pozíciója is megszűnt. 1932 és 1933 között az ellenzék vezetője, majd az alkotmány újabb életbe lépése (1939) után haláláig a kormányzótanács tagja volt.

## Egyéb eredményei
- Megalapította a Times of Malta és az Il-Berka napi- és hetilapokat
- Létrehozta a Progress Press kiadót
- Miniszterelnöksége idején indult meg a máltai Szent Lukács kórház építése

## Kapcsolódó oldalak
- Málta miniszterelnökeinek listája

## Fordítás
- Ez a szócikk részben vagy egészben a Gerald Strickland, 1st Baron Strickland című angol Wikipédia-szócikk ezen változatának fordításán alapul.  Az eredeti cikk szerkesztőit annak laptörténete sorolja fel. Ez a jelzés csupán a megfogalmazás eredetét és a szerzői jogokat jelzi, nem szolgál a cikkben szereplő információk forrásmegjelöléseként.